# Théo Arribagé
Théo Arribagé (ur. 9 października 2000 w Rennes) – francuski tenisista.

## Kariera tenisowa
Zadebiutował w cyklu ITF Men’s World Tennis Tour w 2018 roku, a w 2022 w ATP Challenger Tour. W 2023 roku wraz Lucą Sanchezem otrzymał dziką kartę na turniej gry podwójnej podczas French Open, gdzie dotarli do drugiej rundy.
W cyklu ATP Tour jest zwycięzcą jednego turnieju gry podwójnej.
W rankingu gry pojedynczej najwyżej był na 1053. miejscu (21 listopada 2022), a w klasyfikacji gry podwójnej na 60. pozycji (17 lutego 2025).

### Finały w turniejach ATP Tour
| Legenda                                      |
| -------------------------------------------- |
| Wielki Szlem                                 |
| Igrzyska olimpijskie                         |
| Tennis Masters Cup / ATP Finals              |
| ATP Masters Series / ATP Tour Masters 1000   |
| ATP International Series Gold / ATP Tour 500 |
| ATP International Series / ATP Tour 250      |

#### Gra podwójna (1–0)
| Końcowy wynik | Nr | Data           | Turniej      | Nawierzchnia | Partner         | Przeciwnicy               | Wynik finału   |
| ------------- | -- | -------------- | ------------ | ------------ | --------------- | ------------------------- | -------------- |
| Zwycięzca     | 1. | 16 lutego 2025 | Buenos Aires | Ceglana      | Guido Andreozzi | Rafael Matos Marcelo Melo | 7:5, 4:6, 10–7 |